# Cantón de Saint-Savin (Vienne)
El cantón de Saint-Savin era una división administrativa francesa, que estaba situada en el departamento de Vienne y la región de Poitou-Charentes.

## Composición
El cantón estaba formado por nueve comunas:
- Angles-sur-l'Anglin
- Antigny
- Béthines
- La Bussière
- Nalliers
- Saint-Germain
- Saint-Pierre-de-Maillé
- Saint-Savin
- Villemort

## Supresión del cantón de Saint-Savin
En aplicación del Decreto n.º 2014-264 de 27 de febrero de 2014, el cantón de Saint-Savin fue suprimido el 22 de marzo de 2015 y sus 9 comunas pasaron a formar parte del nuevo cantón de Montmorillon.